# Erbschaftsteuer in Norwegen
Norwegen erhebt seit dem 1. Januar 2014 keine Erbschaft- oder Schenkungsteuer mehr. Die Arveavgift wurde im Rahmen des Haushaltsgesetzes 2014 (Prop. 1 LS Tillegg 1 (2013–2014)) ersatzlos gestrichen. Die norwegische Steuerverwaltung (Skatteetaten) weist ausdrücklich darauf hin, dass für Schenkungen und Erwerbe von Todes wegen ab dem 31. Dezember 2013 keine Steuer mehr anfällt und keine Meldung erforderlich ist.

## Aktuelles Recht

### Persönliche Steuerpflicht
Für Erwerbe von Todes wegen oder durch Schenkung, die nach dem 31. Dezember 2013 stattfinden, fällt in Norwegen keine Erbschaft- oder Schenkungsteuer an. Eine Anzeige bei der Steuerverwaltung ist nicht erforderlich. Allerdings steht es späteren Regierungen frei, die Steuer wieder einzuführen.

### Steuerklassen, Freibeträge, Steuersätze
Entfallen seit 2014.

### Bewertung und Kontinuität
Bei späterer Veräußerung geerbter/geschenkter Wirtschaftsgüter gelten die Anschaffungskosten des Rechtsvorgängers (Kontinuitätsprinzip).

## Historische Regelungen (bis 2014)

### Persönliche Steuerpflicht
Die Steuer entstand bis 2014 als Erbanfallsteuer, d. h. versteuert wurde der vom Erben erworbene Teil des Nachlasses. Sie floss der Gemeinde zu, in der der Erblasser (Schenker) wohnte. Bei unbeschränkter Steuerpflicht unterlag der gesamte Nachlass, auch soweit er sich im Ausland befindet, der Steuer. Sie bestand, wenn der Erblasser entweder in Norwegen wohnte oder norwegischer Staatsangehöriger war. Dies galt nicht, wenn norwegische Staatsangehörige zum Todeszeitpunkt im Ausland ansässig waren und der Erwerb auch dort der Erbschaftsbesteuerung unterlag. In Norwegen gelegene Immobilien unterlagen stets der norwegischen Erbschaftsteuer. Im Ausland gelegene Immobilien und Betriebe mit Sitz im Ausland wurden auch bei unbeschränkter Steuerpflicht nicht in Norwegen besteuert, wenn sie im Ausland erbschaftsteuerpflichtig waren.

### Steuerfreistellungen
Ehegatten und ihnen gleichgestellte registrierte Lebenspartner waren von der Erbschaftsteuer befreit. Das galt auch für verheiratet oder registriert gewesene Partner und für nicht registrierte, aber zusammenlebende Partner, wenn sie gemeinsam Kinder hatten.

### Steuerklassen, Freibeträge und Steuersätze
Ansonsten wurden zwei Steuerklassen gebildet,
- Steuerklasse I: Kinder, Adoptivkinder, Pflegekinder und Eltern
- Steuerklasse II: alle übrigen Personen[4]

Die Höhe der Erbschaftsteuer und die Freibeträge wurden für jedes Jahr vom norwegischen Parlament festgesetzt. Für 2009 galten folgende Beträge:
Der allgemeine Freibetrag betrug für alle 470.000 Kronen (ca. 55.000 Euro), hinzu kam noch ein Freibetrag in Höhe von 50 % der nationalen Grundversicherungssumme, der sich 2009 auf 35.128 Kronen (ca. 4.100 Euro) belief. Der zusätzliche Freibetrag galt jeweils für ein Jahr für alle Erbschaften und Schenkungen und fand keine Anwendung auf Grundstücke und Beteiligungen an Unternehmen. Bei minderjährigen und in Ausbildung befindlichen Kindern erhöhte sich der Freibetrag von 470.000 Kronen für jedes Jahr bis zur Vollendung des 21. Lebensjahres um 50.000 Kronen.
Es galten die sich aus der nachfolgenden Tabelle ergebenden Sätze.
| Wertgruppe             | Kinder, Eltern | alle anderen |
| ---------------------- | -------------- | ------------ |
| bis 470.000 Kronen     | 0              | 0            |
| 470.000–800.000 Kronen | 6 %            | 8 %          |
| über 800.000 Kronen    | 10 %           | 15 %         |

### Bewertung
Die Steuer wurde aus dem allgemeinen Wert des ererbten Nachlassteils berechnet. Besondere Bewertungsgrundsätze, die im Ergebnis zu Bewertungsabschlägen führten, fanden bei der Bewertung von nicht notierten Anteilen an Kapital- und Personalgesellschaften, land- und forstwirtschaftlichen Betrieben sowie für das Wohnhaus Anwendung.

### Doppelbesteuerung und internationale Erbschaftsteuer
Eine Doppelbesteuerung vermied das norwegische Erbschaftsteuerrecht grundsätzlich dadurch, dass im Ausland befindliche Nachlassteile von der norwegischen Steuer befreit waren, wenn sie im Ausland einer entsprechenden Besteuerung unterlagen. Zudem hatte Norwegen mit den anderen nordischen Ländern (Schweden, Dänemark, Finnland und Island) sowie der Schweiz und den USA Abkommen zur Vermeidung einer Doppelbesteuerung auf dem Gebiet der Erbschaftsteuer abgeschlossen.

### Schenkungsteuer
Schenkungen unterlagen denselben Bestimmungen wie der Erwerb von Todes wegen, jedoch haftete neben dem Empfänger auch der Schenker für die Entrichtung der Steuer. Schenkungen, die der Erbe bis zu sechs Monate vor dem Erbfall vom Erblasser erhalten hatte, wurden dem steuerpflichtigen Erbteil zugeschlagen.